# خلايا الانطواء الدقيق
خلايا الانطواء الدقيق (أو الخلايا M) هي خلايا موجودة في النسيج الليمفاوي المرتبط بالقناة الهضمية (GALT) للطخة باير في الأمعاء الدقيقة، وفي الأنسجة الليمفاوية المرتبطة بالمخاطيات (MALT) في أجزاء أخرى من الجهاز الهضمي. من المعروف أن هذه الخلايا تبدأ استجابات مناعية مخاطية على الغشاء القمي لها وتسمح بنقل الميكروبات والجزيئات عبر طبقة الخلايا الظهارية من تجويف الأمعاء إلى الصفيحة المخصوصة حيث يمكن أن تحدث التفاعلات مع الخلايا المناعية.
على عكس الخلايا المجاورة لها، تتمتع خلايا الانطواء الدقيق بقدرة فريدة على امتصاص مستضد من تجويف الأمعاء الدقيقة عن طريق الالتقام الخلوي أو البلعمة أو الانتقال عبر الخلايا. تُسلّم المستضدات إلى الخلايا المقدمة للمستضد، مثل الخلايا المتغصنة والخلايا اللمفاوية البائية. تعبر خلايا الانطواء الدقيق عن بروتياز كاثيبسين E، على غرار الخلايا المقدمة للمستضد الأخرى. تحدث هذه العملية في هيكل فريد يشبه الجيب في جانبهم السفلي الوحشي. تتعرف الخلايا على المستضدات من خلال التعبير عن مستقبلات سطح الخلية مثل بروتين سكري -2 (GP2) التي تكتشف البكتيريا وترتبط بها على وجه التحديد. بروتين البريون الخلوي (PrP) هو مثال آخر لمستقبلات سطح الخلية في خلايا الانطواء الدقيق.
تفتقر خلايا الانطواء الدقيق إلى الزغيبات، ولكنها مثل الخلايا الظهارية الأخرى، تتميز بوصلات خلوية قوية. يوفر هذا حاجزًا ماديًا يشكل خط دفاع مهم بين محتويات القناة الهضمية والجهاز المناعي للمضيف. على الرغم من الحاجز الظهاري، لكن تستطيع بعض المستضدات اختراق حاجز خلية الانطواء الدقيق وإصابة الخلايا الظهارية القريبة أو دخول القناة الهضمية.

## البنية
تتميز خلايا الانطواء الدقيق عن الخلايا الظهارية المعوية الأخرى باختلافها المورفولوجي (الشكلي). وهي تتميز بزغيبات قصيرة أو غير موجودة على سطح الخلية. عندما تظهر الزغيبات على هذه الخلايا، تكون قصيرة، وغير منتظمة، وموجودة على السطح القمي أو الجانبي لها. عندما تفتقر إلى الزغيبات، تتميز بانطواءات دقيقة، وعلى هذا الأساس أخذت هذه الخلايا اسمها. هذه الخلايا أقل وفرة بكثير من الخلايا المعوية. يمكن التعرف على هذه الخلايا أيضًا من خلال مكونات الهيكل الخلوي والنسيج البيني خارج الخلية التي تعبر عنها الخلية على سطحها، مثل الأكتين، والفلين، والسيتوكيراتين، والفيمنتين.